# Boreč (kulle)
Boreč är en kulle i Tjeckien.   Den ligger i regionen Ústí nad Labem, i den nordvästra delen av landet, 60 km nordväst om huvudstaden Prag. Toppen på Boreč är 449 meter över havet, eller 86 meter över den omgivande terrängen. Bredden vid basen är 0,42 km.
Terrängen runt Boreč är kuperad åt nordväst, men åt sydost är den platt.Runt Boreč är det ganska tätbefolkat, med 56 invånare per kvadratkilometer. Närmaste större samhälle är Ústí nad Labem, 16,6 km norr om Boreč. Trakten runt Boreč består till största delen av jordbruksmark.